# Bolton, North Carolina
Bolton är en kommun (town) i Columbus County i North Carolina. Vid 2010 års folkräkning hade Bolton 691 invånare.